# Камйон (Сохачевський повіт)
Камйон (пол. Kamion) — село в Польщі, у гміні Млодзешин Сохачевського повіту Мазовецького воєводства.
Населення — 741 особа (2011).
У 1975-1998 роках село належало до Скерневицького воєводства.

## Демографія
Демографічна структура станом на 31 березня 2011 року:
|          | Загалом | Допрацездатний вік | Працездатний вік | Постпрацездатний вік |
| -------- | ------- | ------------------ | ---------------- | -------------------- |
| Чоловіки | 374     | 77                 | 260              | 37                   |
| Жінки    | 367     | 76                 | 207              | 84                   |
| Разом    | 741     | 153                | 467              | 121                  |